# Carl von Imhoff (Landrat)
Carl von Imhoff (* 5. November 1790 in Culm (Westpreußen); † 1. Februar 1854 in Jülich) war von 1819 bis 1848 preußischer Landrat des Kreises Rheinbach und Geheimer Regierungsrat.

## Leben
Der Katholik Carl von Imhoff war ein Sohn des Majors Christoph Gustav Friedrich von Imhoff und dessen Ehefrau Anna, geb. Hofmmann. Imhoff machte zunächst eine Ausbildung auf den Kadettenschulen in Culm und Berlin, bevor er 1806 Fähnrich in Königsberg wurde. Nach dem Frieden von Tilsit wurde er zum 15. August 1807 als Inaktiver auf halbes Gehalt gesetzt und der Inspektion der inaktiven Offiziere in Graudenz zugeteilt. Am 20. Januar 1808 wurde er zum Sekondelieutenant befördert, wonach er verschiedene Kommandierungen, u. a. nach Kurland, erhielt. Im Dezember 1812 wurde er bei der neuerrichteten Gendarmerie in Marienwerder tätig, bevor er im selben Monat dem 3. ostpreußischen Infanterie-Regiment zugeteilt wurde. In den Jahren 1813 und 1814 war er Teilnehmer an zwei Feldzügen, bevor er mit Patent vom 10. April 1815 zum Premierleutnant (deutsch Oberleutnant) befördert und dem 8. rheinischen Landwehr-Regiment zugeteilt wurde. Am 1. Mai 1816 wurde er zum rheinischen Grenadier-Landwehr-Bataillon nach Düsseldorf versetzt, wo er als Adjunkt und Rechnungsführer eingesetzt wurde. Nach seiner am 20. März 1817 erfolgten Versetzung als Capitän zum westfälischen Grenadier-Landwehr-Bataillon wurde er zum 19. Mai 1819 aus dem aktiven Dienst verabschiedet. Am 13. April 1819 wurde er mittels Allerhöchster Kabinettsorder (AKO) zum Landrat des Kreises Rheinbach ernannt, der Dienstantritt erfolgte am 9. Juni 1819. Nach 28 Jahren Amtszeit als Landrat in Rheinbach erbat er sich zum 18. August 1847 den Abschied, der ihm mit der Charakterisierung als Geheimer Regierungsrat erteilt wurde. Zum 1. April 1848 trat er definitiv in den Ruhestand, jedoch leitete er Dienstgeschäfte noch so lange weiter, bis sein Nachfolger Gottfried Joseph Wolff am 8. April 1848 zum kommissarischen Landrat ebenda ernannt wurde.

## Auszeichnungen
- 1842: Roter Adlerorden 3. Klasse[1]

## Familie
Carl von Imhoff heiratete am 18. November 1819 in Jülich Therese Josefa Maria Huberta Aloisia von Kesseler (* 9. September 1795 in Jülich; † 30. September 1855 ebenda), Tochter des Gutsbesitzers und Rentners Franz Anton Joseph von Kesseler und dessen Ehefrau Therese, geb. von Proff.